# (20447) 1999 JR85
A (20447) 1999 JR85 a Naprendszer kisbolygóövében található aszteroida. A LINEAR projekt keretében fedezték fel 1999. május 15-én.